# Готурдепе — Белек — Красноводськ
Готурдепе — Белек — Красноводськ — трубопровід у прикаспійському регіоні Туркменістану, споруджений в межах проекту утилізації попутного нафтового газу.
Наприкінці 1950-х — в першій половині 1960-х на заході Туркменістану відкрили та без затримки ввели в розробку ряд значних нафтових родовищ, зокрема, Готурдепе та Барсагельмес. При цьому отримували значні обсяги попутного газу, який спершу спалювали на факелах допоки не стали до ладу газопроводи Готурдепе — Челекен та Готурдепе — Белек — Красноводськ. Останній прямував до Красноводського (наразі Туркменбашинського) нафтопереробного заводу, який у 1960-х годах якраз перебував у процесі масштабного розширення. При цьому 1965—1968 роках ввели в дію першу чергу Красноводської ТЕЦ-2 (на додачу до вже існуючої Красноводської ТЕЦ-1).
Будівництво трубопроводу завершилось у 1964-му, проте транспортування газу фактично розпочалось лише через кілька років, коли були введені в дію компресорні потужності, що забезпечили робочий тиск у 4 МПа.
У 1975-му в межах проекту газопровідної системи Середня Азія — Центр ввели в дію третю нитку, яка проходила через Белек та перекачувала продукцію прикаспійських родовищ (наразі її туркменська ділянка діє як газопровід Окарем — Гарабогаз).
Транспортування природного газу між Готурдепе та Белеком відбувається по ділянці діаметром 770 мм та довжиною 46 км, тоді як відстань між Белеком та Туркменбаші становить понад 80 км.